# Kafta Humera
Kafta Humera är ett distrikt i Etiopien.   Det ligger i regionen Tigray, i den norra delen av landet, 600 km norr om huvudstaden Addis Abeba.